# Antonio Watripon
Antoine Marie Watripon dit Antonio Watripon, né à Beauvais le 16 février 1822 et mort le 22 juillet 1864 à Paris, est un journaliste, critique littéraire et politique, militant républicain et écrivain français.

## Biographie
Il est le fils aîné d'Antoine Paul Watripon, un capitaine de l'Empire. Il apprend le métier de compositeur d'imprimerie et devient ouvrier typographe.
Sous la monarchie de Juillet, il est correspondant à Beauvais du Journal du peuple. Il essaie alors de lancer dans sa ville une feuille politique et sociale pour débattre des problèmes du prolétariat et du travail en la faisant imprimer à Paris. Mais les difficultés accumulées et les mesures attentatoires à la liberté de la presse ont raison de ses efforts. Il écrit ensuite dans Le Progressif de Senlis et dans la Revue de l'Oise avant de servir de juillet 1843 à juillet 1844 à la rédaction du Progrès de l'Oise. Godefroy Cavaignac l'introduit dans la presse parisienne. Il travaille notamment comme journaliste à La Réforme aux côtés d'Alexandre Ledru-Rollin, de Louis Blanc et de Ferdinand Flocon ainsi qu'au Populaire d'Étienne Cabet.
En 1847, il fonde la Lanterne du Quartier Latin, journal d'opposition à Louis-Philippe. Avec Alfred Delvau, il crée aussi en 1848 L'Aimable Faubourien, journal de la canaille. Il écrit sous plusieurs pseudonymes, dont Jules Choux au Père Duchesne, Tony Fanfan, Anacharsis Croton-Duvivier et Joseph Devimes. Il est rédacteur en chef du Journal des Écoles et ami de Baudelaire.
Battu dans l'Oise aux élections du 23 avril à la Constituante, son journal L'Aimable faubourien est supprimé le 24 juin 1848, en raison de l'état de siège. À la suite du 13 juin 1849, il est inculpé de complot. Emprisonné, il s'évade et se réfugie à Londres.
En 1851, il est rédacteur du journal La Révolution, dont son frère Léon est le gérant. Après le coup d'État, il abandonne à la littérature politique. Il collabore alors au Mousquetaire, au Journal amusant et au Figaro et publie des articles de polémique littéraire, tout en écrivant des romans, des poésies et des pièces de théâtre.

## Publications
- 1848 : Petit catéchisme républicain
- 1850 : Histoire politique des écoles et des étudiants depuis le Moyen âge jusqu'à 1850 : 1re partie, 1815-1830.
- 1857 : François Villon.
- 1863 : Échos de jeunesse : les trois âges du pays latin.